# Justine Musk
Justine J. Musk (nascida Wilson; Peterborough, Ontário, 1972) é uma escritora canadense.

## Vida privada
Casou em janeiro de 2000 com Elon Musk, fundador do PayPal, SpaceX e Tesla Motors. O primeiro filho do casal, Nevada, morreu de síndrome de morte súbita infantil com 10 semanas de vida. Com auxílio de fertilização in vitro deu à luz em 2004 um casal de gêmeos, Griffin e Vivian Jenna; em seguida teve em 2006 os trigêmeos Damian, Saxon e Kai. Em 13 de setembro de 2008 anunciou seu divórcio de Musk. Escreveu depois um artigo para a revista Marie Claire sobre o relacionamento do ex-casal. Afirma ser uma "ex-esposa modelo," tendo bom relacionamento com a segunda esposa de  Musk, Talulah Riley. Mora atualmente em Bel Air, Los Angeles, Califórnia, com seus cinco filhos.